# 奇台県
奇台県（きだい-けん、満州語：ferguwecuke karangga hiyan）は、中華人民共和国新疆ウイグル自治区昌吉回族自治州に位置する県。ウイグル語名グチュン（گۇچۇڭ）は別名である古城（Gǔchéng）に由来する。

## 行政区画
10鎮、3郷、3民族郷を管轄：
- 鎮：ションジュ鎮（中国語版）（奇台鎮）、老奇台鎮（中国語版）、半截溝鎮（中国語版）、ジェブキ鎮（中国語版）（吉布庫鎮）、東湾鎮（中国語版）、シディ鎮（中国語版）（西地鎮）、碧流河鎮（中国語版）、三箇荘子鎮（中国語版）、西北湾鎮（中国語版）、芨芨湖鎮
- 郷：カリズ郷（中国語版）（坎爾孜郷）、古城郷（中国語版）、七戸郷（中国語版）
- 民族郷：チョリン・カザフ族郷（中国語版）（喬仁カザフ族郷）、五馬場カザフ族郷（中国語版）、大泉タタール族郷（タタール語版、中国語版）
- 兵団奇台農場、兵団農六師北塔山牧場